# Conduritolo
I conduritoli sono un gruppo di composti organici con formula chimica C6H10O4, che può essere visto come derivato del cicloesene con quattro gruppi idrossilici (OH) che sostituiscono gli atomi di idrogeno sui quattro atomi di carbonio non adiacenti al doppio legame. Sono quindi polioli ciclici o ciclitoli.
I composti in questo gruppo mostrano isomeria cis-trans, con sei isomeri che differiscono per le posizioni relative degli idrossili rispetto al piano medio dell'anello. Inoltre, alcuni di questi possono esistere come due enantiomeri distinti.
In natura sono stati trovati solo gli isomeri A e B. Il primo conduritolo fu isolato nel 1908 da Kübler dalla corteccia del vitigno Marsdenia cundurango, da cui il nome. Un certo numero di derivati del conduritolo ha attività Fagoinibitore!fagoinibitrici, antibiotiche, antitumorali, antileucemiche e di regolazione della crescita.